# Fundulus notatus
Fundulus notatus is een straalvinnige vissensoort uit de familie van de killivisjes (Fundulidae). De wetenschappelijke naam van de soort werd voor het eerst geldig gepubliceerd in 1820 door Constantine Samuel Rafinesque.